# إيليا تانتالوتشي
إيليا تانتالوتشي (بالإيطالية: Elia Tantalocchi)‏ (مواليد 30 يونيو 2004)، هو لاعب كرة قدم إيطالي يلعب كحارس مرمى لنادي سامبدوريا الإيطالي.